# Allenrolfea patagonica
Allenrolfea patagonica är en amarantväxtart som först beskrevs av Horace Bénédict Alfred Moquin-Tandon, och fick sitt nu gällande namn av Carl Ernst Otto Kuntze. Allenrolfea patagonica ingår i släktet Allenrolfea och familjen amarantväxter. Inga underarter finns listade i Catalogue of Life.